# Gretsch Penguin

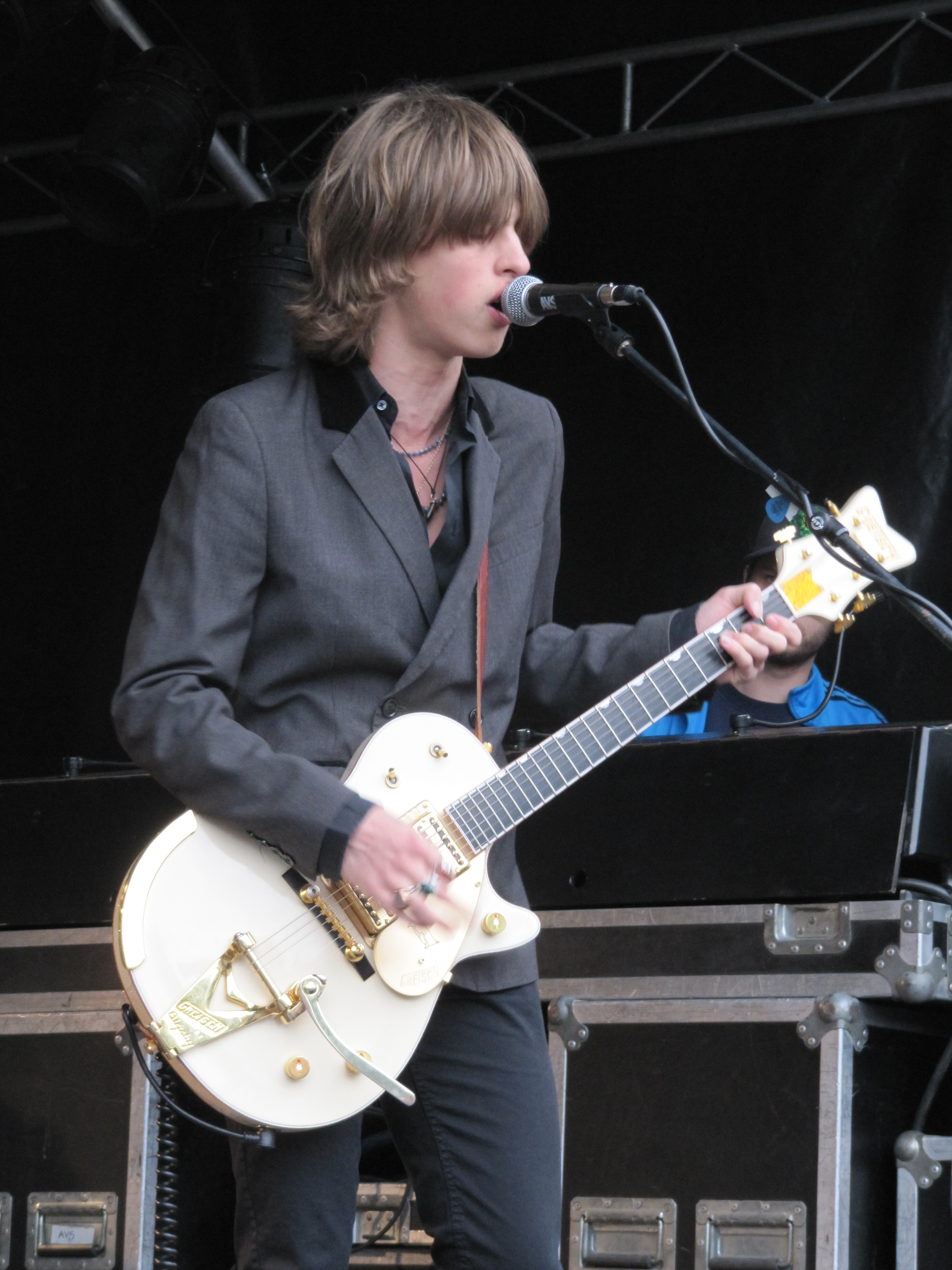
Der Gitarrist Pablo van de Poel mit einer Gretsch White Penguin in der ab 1958 gebauten Variante, hier zusätzlich mit Bigsby-Vibrato ausgestattet

Die Gretsch Penguin ist ein E-Gitarren-Modell, das im Jahr 1956 von dem US-amerikanischen Musikinstrumentenbau-Unternehmen Gretsch vorgestellt wurde. Die White Penguin („weißer Pinguin“), wie das Modell bei seiner Markteinführung benannt war, wurde nur in geringen Stückzahlen gebaut und ist eine der seltensten Gitarren des Herstellers. Die Gitarre wurde als Variante des größeren und in höherer Auflage gebauten Hollowbody-E-Gitarrenmodells White Falcon eingeführt; die technische Ausstattung beider Modelle ist identisch.

## Konstruktion und Ausstattung
Die Gretsch Penguin hat einen hohlen Korpus. Der Korpus besteht aus massiven Holzbauteilen, die vor dem Zusammensetzen mittels Fräsen ausgehöhlt werden. Daher zählt die Penguin zum E-Gitarren-Typ Semi-solid (deutsch: halbmassiv). Da das Modell keine Schalllöcher in der Korpusdecke aufweist, ist die Penguin trotz Vorhandenseins eines Resonanzkörpers nur für das elektrisch verstärkte Spiel über einen Gitarrenverstärker geeignet. Der Korpus ähnelt in Umriss und Proportionen der im Jahr 1952 vom Konkurrenz-Unternehmen Gibson eingeführten E-Gitarre Gibson Les Paul. Beide Modelle haben einen Korpuseinschnitt (englisch: Cutaway) im rechten Oberbug des Korpus, um das Spielen in hohen Lagen des Griffbretts zu erleichtern.
Die elektrische Ausstattung der ersten Penguin-Gitarren besteht aus zwei elektromagnetischen Tonabnehmern in Einzelspulen-Bauweise (engl. Single Coil) des Herstellers deArmond. Ab 1958 war das Gretsch-Modell mit zwei doppelspuligen Tonabnehmern (Humbucker) des hauseigenen Typs FilterTron bestückt. Die Reglereinheit der ersten Penguin-Modellgeneration besteht aus drei Drehreglern für Lautstärke und Ton, einem Master-Volume-Drehregler sowie einem Kippschalter für die Tonabnehmer-Anwahl. Spätere Auflagen haben eine veränderte Regler-Konfiguration. Die Gitarrensaiten sind am Korpusfuß in einen trapezförmigen Saitenhalter (engl.: Trapeze tailpiece) eingehängt. Der metallene Steg hat einen Fuß aus Ebenholz. Alle Metallteile des Modells, darunter auch die Stimmmechaniken, sind vergoldet. Das Schlagbrett (Pickguard) der White Penguin trägt die stilisierte grafische Darstellung eines Pinguins (siehe Foto).

## Versionen
Es gibt zwei Versionen der Penguin. Einmal die White Penguin (G6134 und G6134T-LTV) und die Gretsch G6134B Black Penguin. Zudem ist in den USA noch eine Custom-Shop-Version in rosa verbreitet. Da alle Ausführungen der Gretsch Penguin im oberen Preisbereich angesiedelt sind, wird die Gitarre von einigen als “One of the holy grails in guitar world” („Einer der heiligen Grale in der Gitarrenwelt“) bezeichnet.

## Gretsch-Penguin-Spieler
Berühmte Penguin-Spieler sind unter anderem Josh Klinghoffer von den Red Hot Chili Peppers und Jack White von den White Stripes.